# S對偶
S對偶是弦論中的一種對偶性。它將一種理論的強耦合極限與另一種理論的弱耦合極限聯繫起來，因此又稱為強弱對偶性。舉例來說，O型雜弦和I型弦在10維時空就有S對偶性。這意味著O型雜弦的強耦合極限就是I型弦論的弱耦合極限，反之亦然。尋求強弱耦合對偶性的證據的方法之一是比較每種物理圖景的輕態譜，看看兩者是否一致。比如I型弦論的 D弦態在弱耦合時較重而在強耦合時較輕。這種D弦與O型雜弦的世界面傳播同樣的輕態場。於是當I型弦論的D弦因很強的耦合而變得很輕時，我們就看到上述雜化弦描述的卻是弱耦合的情形。 

10維時空中還有一種S對偶，那就是IIB 型弦論的自身對偶性。IIB 型弦的強耦合極限也是IIB 型弦論的另外一種弱耦合極限。IIB型弦論中也含一種D弦(這種D弦比I型弦論的D弦具有更多種類的超對稱，因而具有不同的物理圖景。)且這種D 弦在強耦合下變成輕態。不過這種D弦看上去卻像是IIB型弦論的另一種基本弦。在IIB型弦論中，運動的能量方程有兩種廣義解：D弦和F弦。D弦在強耦合下同了弱耦合下的F弦，這就是所謂的IIB型弦論的自身對偶性。